# Kartause Notre Dame de Corée
Die Kartause Notre Dame de Corée (Unsere Liebe Frau von Korea, auch 한국 카르투시오 남자 수도원 Hanguk Kartusio Namja Sudowon) ist ein Kloster des kontemplativen Kartäuserordens bei Sangju im Westen der Provinz Gyeongsangbuk-do in der Republik Korea (Südkorea).

## Geschichte
Das Generalkapitel des Ordens entsandte 1999 zwei Kartäuser aus der Großen Kartause, die zunächst in Seoul bei den Kapuzinern wohnten. 2002 wurde ein Grundstück von 120 Hektar erworben, auf dem 2004 ein Kloster mit acht Zellen errichtet wurde. 2006 kamen zwei weitere Zellen hinzu. Inzwischen wurde ein Noviziat eingerichtet. Zwei Mönche aus der Kartause Marienau (Baden-Württemberg)  gingen ebenfalls nach Südkorea, wovon einer bei einem Brand 2022 starb.